# Nicklaus Matti
Nicklaus Matti (26 febbraio 1990) è un giocatore di football americano svizzero che gioca nel ruolo di tight end per i Thun Tigers.